# Васил Рахнев
Васил Рахнев е роден в Градец (Област Сливен). Участник е в Чета на Хаджи Димитър и Стефан Караджа. След битката на връх Бузлуджа се връща в Градец, но бил хванат от турците и изпратен в Одринския затвор, откъдето е освободен след една-две години. Умира в Градец.
```
Според легендата
```

След като Васил Рахнев се връща от четничеството в Градец, заптиетата усилено го търсят. Един ден, предупреден, че идват за него, той се скрива в една от селските къщи. Там група жени чепкат вълна и в средата на стаята се е образувала голяма купчина. Васил Рахнев се скрива под купа вълна и стои отдолу няколко часа, докато турците претърсват тази и съседните къщи сантиметър по сантиметър. Не го откриват и си тръгват. След малко едно от заптиетата се сеща за подозрително големия куп, връщат се и го залавят.

## Според разказа наЗахари Стоянов
„Васил Рахнев от с. Градец, Сливенско, когото имам честта да познавам лично... е единственото лице, доколкото аз съм можал да издиря, който остана жив и който се освободи твърде евтино, без да посети някой азиатски затвор. Като ги изкарали пред пашата, той казал, че непознати хора го намерили във Влашко, които му казали: „Дохождаш ли с нас да отидем на жетва в Турция?“ Васил се съгласил, като мислел, че действително другарите му са жетвари. Когато минала четата Дунава и захванала да се бие, Васил попитал: „Где ви остана жетвата?“ „Ами да колиш турци това не е ли жетва?“ – отговорили хъшовете. „А може и да бъде истина“ – казали простодушните аги и освободили Василя.“
- Източник Захари Стоянов, „Четите в България“, Издателство „Захарий Стоянов“, София 1997 г., „Четата на Хаджи Димитър в 1868 год.“, стр.293 – бележка под линия